# Прохаско (станция)
Проха́ско — железнодорожная станция Владивостокского отделения Дальневосточной железной дороги. Электрифицирована.
Названа в честь инженера-путейца Людвига Ивановича Прохаско (чеш. Procházka, 1854—1917), принимавшего участие в строительстве Уссурийской железной дороги.

## География
Железнодорожная станция расположена на Транссибе между станциями ДВЖД Дальнереченск и Ружино.
Расстояние до станции Ружино (на юг) около 19 км.
Автомобильная дорога к станции Прохаско идёт на запад от автотрассы «Уссури» через село Пантелеймоновка.
Расстояние до трассы «Уссури» около 7 км, расстояние до Лесозаводска (на юг по автотрассе «Уссури») через Лесное около 38 км.
На запад от станции Прохаско автомобильная дорога идёт к селу Буссе Лесозаводского городского округа, расстояние около 5 км.

## Дальнее следование по станции
| № поезда | Маршрут движения               | № поезда | Маршрут движения               |
| -------- | ------------------------------ | -------- | ------------------------------ |
| 99       | -                              | 100      | Москва — Владивосток           |
| 351      | Владивосток — Советская Гавань | 352      | Советская Гавань — Владивосток |